# Atreus
I den græske mytologi er Atreus konge over Mykene på Peloponnes og far til Agamemnon og Menelaos. Hans sønner betegnes især i Homers Iliade som Atreider el. Atrider, dvs. 'sønner af Atreus'.
Atreus og hans tvillingebror Thyestes blev sendt i eksil af deres fader, fordi de havde myrdet deres halvbror Krysippos i deres kamp om at få tronen i Olympia. De søgte tilflugt i Mykene, hvor de overtog tronen i kong Eurystheus' fravær, da han kæmpede med herakliderne. Eurystheus havde ment, at de skulle styre riget i hans fravær, men det blev en permanent løsning, da han faldt i kampen.
I oldtiden var Atreus far til Pleisthenes, men i nogle af de lyrikernes (Ibykos, Bakkhylides) værker bliver ordet Pleisthenider (søn af Pleisthenes) brugt som navn til Atreus.